# Ferrovia Jonica
La ferrovia Jonica è una linea ferroviaria italiana che collega Taranto a Reggio Calabria attraverso la costa ionica di Puglia, Basilicata e Calabria. È gestita da RFI che la qualifica come complementare.
È stata costruita nella seconda metà dell'Ottocento.

## Storia

### Costruzione
| Tratta                      | Inaugurazione    |
| --------------------------- | ---------------- |
| Reggio Calabria-Lazzaro     | 3 giugno 1866    |
| Lazzaro-Bianco              | 1º ottobre 1868  |
| Taranto-Marconia            | 28 febbraio 1869 |
| Marconia-Trebisacce         | 18 agosto 1869   |
| Trebisacce-Rossano          | 6 marzo 1870     |
| Rossano-Cariati             | 16 giugno 1870   |
| Bianco-Roccella Jonica      | 1º febbraio 1871 |
| Roccella Jonica-Monasterace | 1º luglio 1872   |
| Cariati-Crotone             | 1º giugno 1874   |
| Catanzaro Lido-Monasterace  | 20 maggio 1875   |
| Crotone-Catanzaro Lido      | 15 novembre 1875 |

Nel 1865 la Società Vittorio Emanuele, che con la legge di riorganizzazione delle ferrovie aveva ottenuta la concessione per le ferrovie calabro-sicule, iniziò i lavori di costruzione della ferrovia jonica, primo e strategico (soprattutto dal punto di vista militare) collegamento ferroviario nord-sud, inaugurando il 3 giugno 1866 il primo tratto da Reggio Calabria a Lazzaro, lungo 16,464 km. I lavori proseguirono  prolungandolo, il 1º ottobre 1868, fino a Bianconovo di ulteriori 59 km e aprendo, il 28 febbraio 1869, il tratto da Taranto a Metaponto di 43,387 km.
Nel 1872 si verificò tuttavia il fallimento della Società Vittorio Emanuele, per cui l'incarico di completare la linea calabra venne assunto dal governo, finanziandone il completamento e affidandone l'incarico esecutivo alla Società Italiana per le strade ferrate meridionali del gruppo Bastogi.
I lavori per la costruzione della ferrovia Jonica si conclusero il 15 novembre 1875 con l'apertura dell'ultimo tratto di 59,75 km tra Crotone (che allora si chiamava "Cotrone") e Catanzaro Lido (ai tempi Marina di Catanzaro); in tale data i due tronchi già costruiti vennero connessi e resi operativi.
L'anno successivo, il 1876, avvenne l'apertura a Sibari della diramazione per Spezzano Albanese, primo tratto della linea per Cosenza.

### Esercizio della linea
La ferrovia jonica risultò subito di grande importanza, anche in conseguenza del fatto che l'introduzione di una tariffa speciale sui trasporti agevolava il commercio degli agrumi mediante l'utilizzo del treno per il trasporto. Si erano stipulati allo scopo nuovi accordi con Francia, Austria-Ungheria e Svizzera e il traffico agrumario iniziava a spostarsi dall'America, mercato tradizionale, verso il centro-Europa, passando così dal trasporto marittimo a quello con treni merci. Il completamento della tratta ferroviaria rendeva i trasporti ferroviari più rapidi e quindi più convenienti.
Fino al completamento della linea tirrenica la linea jonica rappresentò l'unico collegamento dall'estremo sud (e dalla Sicilia) verso il centro e il nord della Penisola e, a partire dal 1890, data in cui venne completata la linea Metaponto-Potenza-Battipaglia, l'essenziale collegamento con Napoli e Roma. L'apertura della linea tirrenica dirottò abbastanza presto una certa quantità di traffico sul nuovo itinerario; tuttavia la linea continuò ad avere la sua validità, in virtù del fatto che rappresentava pur sempre un buon collegamento per i numerosi centri costieri attraversati e uno sbocco per i passeggeri provenienti dall'interno con le ferrovie trasversali costruite negli anni successivi.

### XX secolo: le trasversali e gli ammodernamenti
Nel 1923 la stazione di Soverato venne collegata a Chiaravalle Centrale, nel 1930 Crotone a Petilia Policastro e il 1º agosto 1931 Marina di Gioiosa Jonica alla stazione di Mammola mediante tre linee ferroviarie a scartamento ridotto della Mediterranea Calabro Lucane (MCL), poi divenuta Ferrovie Calabro Lucane (FCL). Nel 1934 si aggiunse anche l'apertura della linea Catanzaro Lido-Cosenza, tuttora attiva,  dello stesso gestore, ora divenuto Ferrovie della Calabria (FC), dando uno sbocco verso la ferrovia jonica ai numerosi comuni attraversati da queste quattro linee trasversali.
Il traffico ferroviario iniziò la sua flessione più consistente in seguito al raddoppio dei binari della linea tirrenica e alla costruzione delle varianti che ne abbreviarono il percorso, rendendolo più conveniente. Un ruolo negativo lo ebbe anche la sua mancata modernizzazione: solo a partire dagli anni settanta vennero sostituiti i binari e, negli anni ottanta e novanta, adeguati gli impianti tecnologici con l'attivazione di impianti ACEI di stazione, fino all'attivazione del blocco elettrico conta-assi.
Il 13 novembre 1989 venne elettrificata la tratta da Taranto a Sibari per consentire l'effettuazione di treni a trazione elettrica in direzione di Cosenza, mentre il resto della linea rimase a trazione Diesel, con le soggezioni d'esercizio dovute alla scarsa potenza delle locomotive termiche.
Attualmente è in corso l'elettrificazione della ferrovia jonica a sud di Sibari.

### XXI secolo: riduzione dei costi (stazioni) e inizio dei lavori di elettrificazione

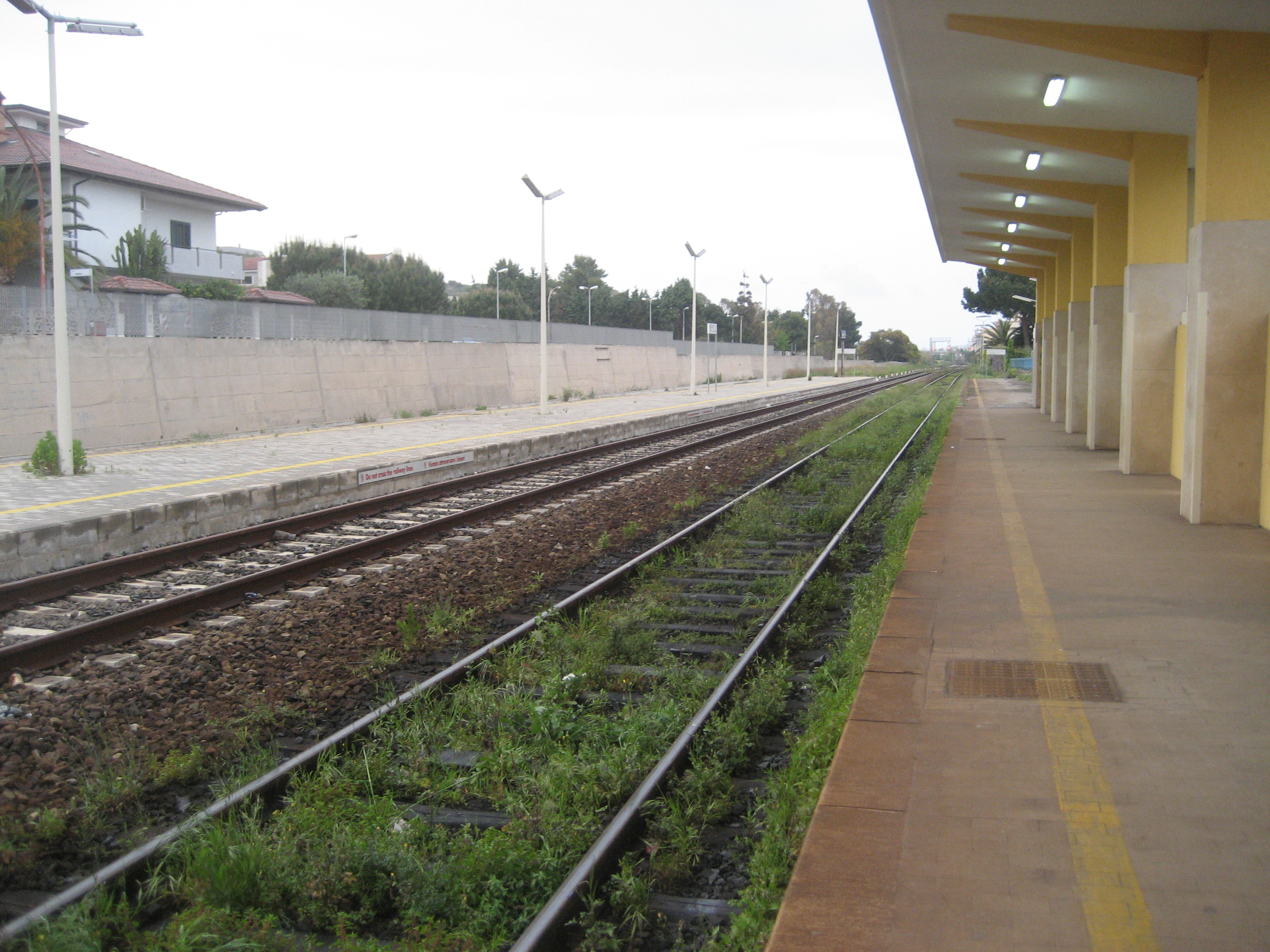
Stazione ferroviaria di Monasterace Marina

La ferrovia jonica è stata al centro di dibattiti in seguito ai propositi di riduzione dei servizi offerti e finanche a quelli di una chiusura della lunga sezione intermedia a sud di Sibari. L'offerta si è così ridotta di anno in anno, fino alla soppressione, per vari anni, dei servizi a lunga distanza. Per ridurre i costi di esercizio è stato messo in atto un programma di riduzione del numero di stazioni, trasformandole in semplici fermate prive di deviatoi e, in alcuni casi, declassandole a posti di movimento e in altri sopprimendole del tutto. Nel 2006 fu attivata l'elettrificazione tra Melito Porto Salvo e Reggio Calabria allo scopo di implementare un servizio ferroviario metropolitano di superficie. Il 12 dicembre 2010 le stazioni di Gabella Grande, Isola Capo Rizzuto, Marconia, San Leonardo di Cutro e Thurio furono trasformate in posti di movimento e contemporaneamente vennero soppresse le fermate di Saline Joniche OGR, Pietrapaola e San Sostene. Dal 9 dicembre 2012 sulla tratta Metaponto-Sibari fu ridotta la circolazione di gran parte dei treni e sostituita da corse con autobus sostitutivi.
Il 21 febbraio 2013 venne attivata la fermata di Reggio Calabria Aeroporto a servizio dello scalo aeroportuale cittadino e il 9 giugno dello stesso anno la fermata di Annà. Tra il 2014 ed il 2015 furono trasformate in fermate dotate di segnalamento le stazioni di Marina di San Lorenzo, Roseto Capo Spulico, Nova Siri-Rotondella, Castellaneta Marina e Palagiano-Chiatona e fu definitivamente soppresso il posto di movimento di Marconia; in altre stazioni vennero bloccati in via temporanea i deviatoi tramite dispositivi fermascambio, come a Calopezzati. A partire dal cambio d'orario del 12 giugno 2016 furono private del servizio viaggiatori le stazioni di Calopezzati, Mandatoriccio-Campana e Torre Melissa, mentre sulla tratta Sibari-Metaponto gli ultimi due regionali previsti furono limitati alla sola tratta da Sibari a Trebisacce. Le stazioni di Scanzano Jonico-Montalbano Jonico, Nova Siri-Rotondella, Rocca Imperiale, Monte Giordano, Roseto Capo Spulico e Amendolara-Oriolo rimasero quindi prive di servizi ferroviari viaggiatori (tranne per i regionali Metaponto-Cosenza dell'estate). Con l'orario entrato in vigore l'11 dicembre 2016 furono ripristinate le fermate di Calopezzati, Mandatoriccio-Campana e Torre Melissa, che erano state soppresse in precedenza sulla Sibari - Catanzaro Lido (con ripristino del servizio ferroviario). Dal 13 giugno al 30 settembre 2017 la tratta Sibari - Catanzaro Lido venne chiusa per consentire lavori di ammodernamento, cosi da ridurre i tempi di percorrenza e renderla più sicura con l'eliminazione dei passaggi a livello. Sulla tratta furono istituiti autobus sostitutivi con gli stessi orari delle corse ferroviarie (già presenti a nord di Sibari, dove l'itinerario era già elettrificato).
Il 30 agosto 2018 furono iniziati i lavori di elettrificazione della linea, a partire da Sibari in direzione di Melito di Porto Salvo, con la previsione di concluderli nel 2023. La previsione di fine lavori, in seguito, è stata posticipata al 2026 anche a causa delle interruzioni dei lavori nei cantieri conseguenti alle disposizioni ministeriali relative alla pandemia di COVID-19.
Dal 16 settembre 2024 la circolazione ferroviaria è stata sospesa per consentire lavori di potenziamento dell'infrastruttura, fino al 14 giugno 2025 tra Sibari e Crotone e dal 20 gennaio al 7 settembre 2025 tra Crotone e Catanzaro Lido.

## Caratteristiche
La ferrovia venne costruita a semplice binario ed è rimasta tale, eccetto le due tratte estreme che nel tempo sono state raddoppiate, la Reggio Calabria-Melito Porto Salvo e la Taranto-Bivio Metaponto di circa 4 km, quest'ultima considerata parte della linea ferroviaria Bari-Taranto. La linea è interamente attrezzata con BCA e SCMT ed è gestita con il sistema di Controllo Centralizzato del Traffico. L'elettrificazione è presente nel tratto Taranto-Sibari e nel tratto Melito di Porto Salvo-Reggio Calabria Centrale ed è in corso tra Sibari e Melito di Porto Salvo (propedeutico all'innalzamento del rango da B a C sull'intera ferrovia jonica). 
È in corso di introduzione il sistema ERTMS (European Rail Transport Management System) sui 172 km di linea tra Sibari e Catanzaro.

### Le trasversali
- a scartamento normale

È dotata di importanti collegamenti trasversali tra il versante jonico e quello tirrenico:
- a Metaponto per Potenza, Battipaglia, Salerno e Napoli; l'itinerario, elettrificato, in atto è sottoutilizzato a causa della poca offerta di servizi (Intercity, Frecciarossa e Regionali, oltre che traffico merci)
- a Sibari per Cosenza e Paola; l'itinerario, un tempo di interesse strettamente locale, dopo l'attivazione della nuova linea per Paola con la galleria di base "Santomarco" e l'elettrificazione, è divenuto il più importante collegamento trasversale della Calabria, incanalando traffico nord-sud sulla tirrenica meridionale e sottraendolo alla linea jonica da Sibari in giù.
- a Catanzaro Lido per Lamezia; l'itinerario, non elettrificato e con forti pendenze, è scarsamente usato per la sua bassa potenzialità. Dalla fine del 2007 è in atto un progetto di potenziamento, non ancora completato, per eliminarne la difficile tratta di valico, con il rinnovo totale della linea e l'ammodernamento di molte stazioni.

La linea jonica è collegata al porto di Taranto e a quello di Reggio Calabria ed è posta in vicinanza al porto di Crotone, ma non vi è direttamente raccordata. È stata diverse volte annunciata l'intenzione, da parte della politica regionale, di collegare anche il porto di Corigliano alla ferrovia mediante un raccordo con il posto di movimento di Thurio. Tra Reggio Calabria e Melito di Porto Salvo è stato attivato nel 2007 un servizio ferroviario suburbano, esteso fino a Rosarno, che prevede una corsa ogni 30 minuti.
- a scartamento ridotto

Non sono più attivi, dalla fine degli anni sessanta i servizi ferroviari a scartamento ridotto delle Ferrovie Calabro Lucane, di collegamento della ferrovia costiera ai centri dell'entroterra, delle tre linee Crotone-Petilia Policastro, Soverato-Chiaravalle Centrale e Marina di Gioiosa Jonica-Mammola; progettati a suo tempo dalla Società per le Strade Ferrate del Mediterraneo (MCL) per collegare i due versanti tirrenico e jonico, ma non realizzati nelle tratte interne montane, sono stati sostituiti da autoservizi.
Rimane attiva la tratta ferroviaria a scartamento ridotto delle Ferrovie della Calabria (ex FCL) Catanzaro Lido-Cosenza ma limitatamente alle due tratte terminali Catanzaro Lido (FC) - Soveria Mannelli con il Servizio ferroviario metropolitano di Catanzaro e Rogliano - Cosenza (FC/RFI). La tratta centrale Soveria Mannelli-Rogliano è espletata con autobus sostitutivi. 
- Depositi locomotive

Sono presenti tre depositi locomotive: Taranto, Reggio Calabria e Catanzaro Lido.

### Percorso
| Continuation backward |

| Unknown route-map component "CONTgq" | Unknown route-map component "ABZg+r" |  |

| Station on track |

|  | Unknown route-map component "eABZg+l" | Unknown route-map component "exKINTeq" |

| Unknown route-map component "KDSTaq" | Unknown route-map component "ABZgrxl" | Unknown route-map component "exKINTeq" |

| Non-passenger station/depot on track |

| Unknown route-map component "kABZg3" |

| 110+613 |
| 3+916   |

| Unknown route-map component "dCONTgq" | Unknown route-map component "kABZr+12" | Unknown route-map component "STR+k34" | Unknown route-map component "+d" |

| Unknown route-map component "kABZg+4" |

| Non-passenger station/depot on track |

|  | Unknown route-map component "ABZg+l" | Unknown route-map component "KINTeq" |

| Unknown route-map component "hKRZWae" |

| Unknown route-map component "eDST" |

| Unknown route-map component "hKRZWae" |

| Unknown route-map component "HSTeBHF" |

| Unknown route-map component "hKRZWae" |

| Unknown route-map component "eDST" |

| Unknown route-map component "hKRZWae" |

| Station on track |

| Unknown route-map component "eDST" |

| Unknown route-map component "HSTeBHF" |

| Small bridge over water |

| Straight track + Unknown route-map component "GRZq" |

| Unknown route-map component "eDST" |

| Unknown route-map component "hKRZWae" |

| Station on track |

| Unknown route-map component "CONTgq" | Unknown route-map component "ABZgr" |  |

| Unknown route-map component "hKRZWae" |

| Unknown route-map component "eDST" |

| Unknown route-map component "hKRZWae" |

| Unknown route-map component "pBHF" |

| Unknown route-map component "hKRZWae" |

| Station on track |

| Unknown route-map component "hKRZWae" |

| Unknown route-map component "eHST" |

| Unknown route-map component "exlDST" + Unknown route-map component "pHST" |

| Straight track + Unknown route-map component "GRZq" |

| Unknown route-map component "pBHF" |

| Non-passenger station/depot on track |

| Unknown route-map component "exlDST" + Unknown route-map component "pHST" |

| Unknown route-map component "pBHF" |

| Unknown route-map component "eDST" |

| Station on track |

| Small non-passenger station on track |

| Unknown route-map component "pBHF" |

| Station on track |

| Unknown route-map component "CONTgq" | Unknown route-map component "ABZgr" |  |

| Unknown route-map component "hKRZWae" |

| Non-passenger station/depot on track |

| Station on track |

| Unknown route-map component "eDST" |

| Station on track |

| Unknown route-map component "pHST" |

| Unknown route-map component "eBHF" |

| Small bridge over water |

| Station on track |

| Station on track |

| Unknown route-map component "eBHF" |

| Station on track |

| Station on track |

| Unknown route-map component "eDST" |

| Station on track |

| Unknown route-map component "eDST" |

| Station on track |

| Small bridge over water |

| Station on track |

| Station on track |

| Unknown route-map component "exKINTaq" | Unknown route-map component "eABZgr" |  |

| Small bridge over water |

| Unknown route-map component "eDST" |

| Non-passenger station/depot on track |

| Unknown route-map component "exKINTaq" | Unknown route-map component "eABZg+r" |  |

|  | Unknown route-map component "d" | Unknown route-map component "eKRWgl" | Unknown route-map component "exKRW+r" + Unknown route-map component "exSTR+l" | Unknown route-map component "exdCONTfq" |

|  | Station on track | Unknown route-map component "exBHF" |

| Unknown route-map component "exCONTgq" | Unknown route-map component "eKRZu" | Unknown route-map component "exSTRr" |

| Non-passenger station/depot on track |

| Unknown route-map component "eDST" |

| Unknown route-map component "tSTRa" |

| Unknown route-map component "tSTRe" |

| Station on track |

| Non-passenger station/depot on track |

| Unknown route-map component "hKRZWae" |

| Unknown route-map component "eBHF" |

| Station on track |

| Station on track |

| Small non-passenger station on track |

| Non-passenger station/depot on track |

| Small bridge over water |

| Unknown route-map component "eDST" |

| Unknown route-map component "KDSTaq" | Unknown route-map component "ABZg+r" |  |

| Unknown route-map component "exdCONTgq" | Unknown route-map component "exdSTR2h+r" | Straight track + Unknown route-map component "exBS2c3" |  |

| Unknown route-map component "c" + Unknown route-map component "lCONTg@Gq" | Unknown route-map component "STR+r" | Unknown route-map component "evSTR" | Unknown route-map component "cd" |  |

| End station | Unknown route-map component "vKBHFxa-BHF" | Unknown route-map component "+d" |

| Transverse water | Unknown route-map component "vWBRÜCKE1" | Transverse water | Unknown route-map component "d" |

| Unknown route-map component "dCONTgq" | Unknown route-map component "dSTRr+1h" | Straight track + Unknown route-map component "BS2c4" |  |

| Station on track |

| Small bridge over water |

| Unknown route-map component "tSTRa" |

| Unknown route-map component "tSTRe" |

| Enter and exit short tunnel |

| Unknown route-map component "HSTeBHF" |

| Small bridge over water |

| Enter and exit short tunnel |

| Unknown route-map component "exKBHFa" | Station on track |  |

| Unknown route-map component "exdCONTgq" | Unknown route-map component "exSTRr" | Straight track | Unknown route-map component "d" |  |

| Small bridge over water |

| Small bridge over water |

| Unknown route-map component "eHST" |

| Small bridge over water |

| Non-passenger station/depot on track |

| Small bridge over water |

| Small bridge over water |

| Station on track |

| Small bridge over water |

| Non-passenger station/depot on track |

| Station on track |

| Small bridge over water |

| Station on track |

| Small bridge over water |

| Non-passenger station/depot on track |

| Small bridge over water |

| Station on track |

| Station on track |

| Unknown route-map component "exdCONTgq" | Unknown route-map component "exSTR+r" | Straight track | Unknown route-map component "d" |  |

| Unknown route-map component "exKBHFe" | Station on track |  |

| Small bridge over water |

| Station on track |

| Station on track |

| Unknown route-map component "eHST" |

| Station on track |

| Station on track |

| Station on track |

| Unknown route-map component "eHST" |

| Small bridge over water |

| Stop on track |

| Enter and exit short tunnel |

| Enter and exit short tunnel |

| Station on track |

| Station on track |

| Unknown route-map component "eBHF" |

| Enter and exit short tunnel |

| Station on track |

| Enter and exit short tunnel |

| Station on track |

| Small bridge over water |

| Station on track |

| Unknown route-map component "HSTeBHF" |

| Station on track |

| Stop on track |

|  | Unknown route-map component "eABZg+l" | Unknown route-map component "exKINTeq" |

| Station on track |

| Unknown route-map component "d" | Unknown route-map component "evSHI2gl-" |

| Unknown route-map component "d" | Unknown route-map component "veHST-exSTR" |

| Unknown route-map component "exREPAIR" | Unknown route-map component "ex-STRl+4" + Unknown route-map component "MASK◤" + Unknown route-map component "exlDST" | Unknown route-map component "xvSTR-STRrfo" | Unknown route-map component "+d" |

| Unknown route-map component "tSTRa" |

| Unknown route-map component "tSTRe" |

| Stop on track |

| Stop on track |

| Station on track |

| Unknown route-map component "exKINTaq" | Unknown route-map component "eABZg+r" |  |

| Station on track |

| Stop on track |

| Small bridge over water |

| Unknown route-map component "STR~L" + Non-passenger head station | Unknown route-map component "STR~R" |

| Unknown route-map component "vHST" | Unknown route-map component "d" |

| Unknown route-map component "v-SHI2g+r" | Unknown route-map component "d" |

| Unknown route-map component "KRW+l" | Unknown route-map component "KRWgr" |  |

| Non-passenger end station | Unknown route-map component "YRD" |  |

| Small bridge over water |

| Station on track |

| Continuation forward |

## Fatti e incidenti
- Il 16 novembre del 1989, alle ore 13:20,[17] il treno locale, composto di due automotrici 668.3000, proveniente da Cariati si scontrò, dopo essere indebitamente partito dalla stazione di Crotone, in prossimità del passaggio a livello posto al km 237+322, con il treno proveniente da Catanzaro provocando 12 morti e 34 feriti.
- Il 28 novembre 2023 presso il passaggio a livello del Posto Movimento di Thurio un'automotrice ALn 663 che effettuava il regionale 5677 da Sibari a Catanzaro Lido impattò contro un camion rimasto bloccato sui binari; l'urto provocò la morte della capotreno, del camionista e il ferimento di otto persone.[18][19][20]